# Freeborn (Minnesota)
Freeborn – miasto w Stanach Zjednoczonych, w stanie Minnesota, w hrabstwie Freeborn.